# Ibba
Ibba – miasto w Sudanie Południowym w stanie Maridi. Liczy 12 110 mieszkańców.